# تيموثي راندال
تيموثي راندال هو متزلج جماعي كندي، ولد في 19 يونيو 1986.

## وصلات خارجية
- تيموثي راندال على موقع أوليمبيديا (الإنجليزية)